# Agilolfingi

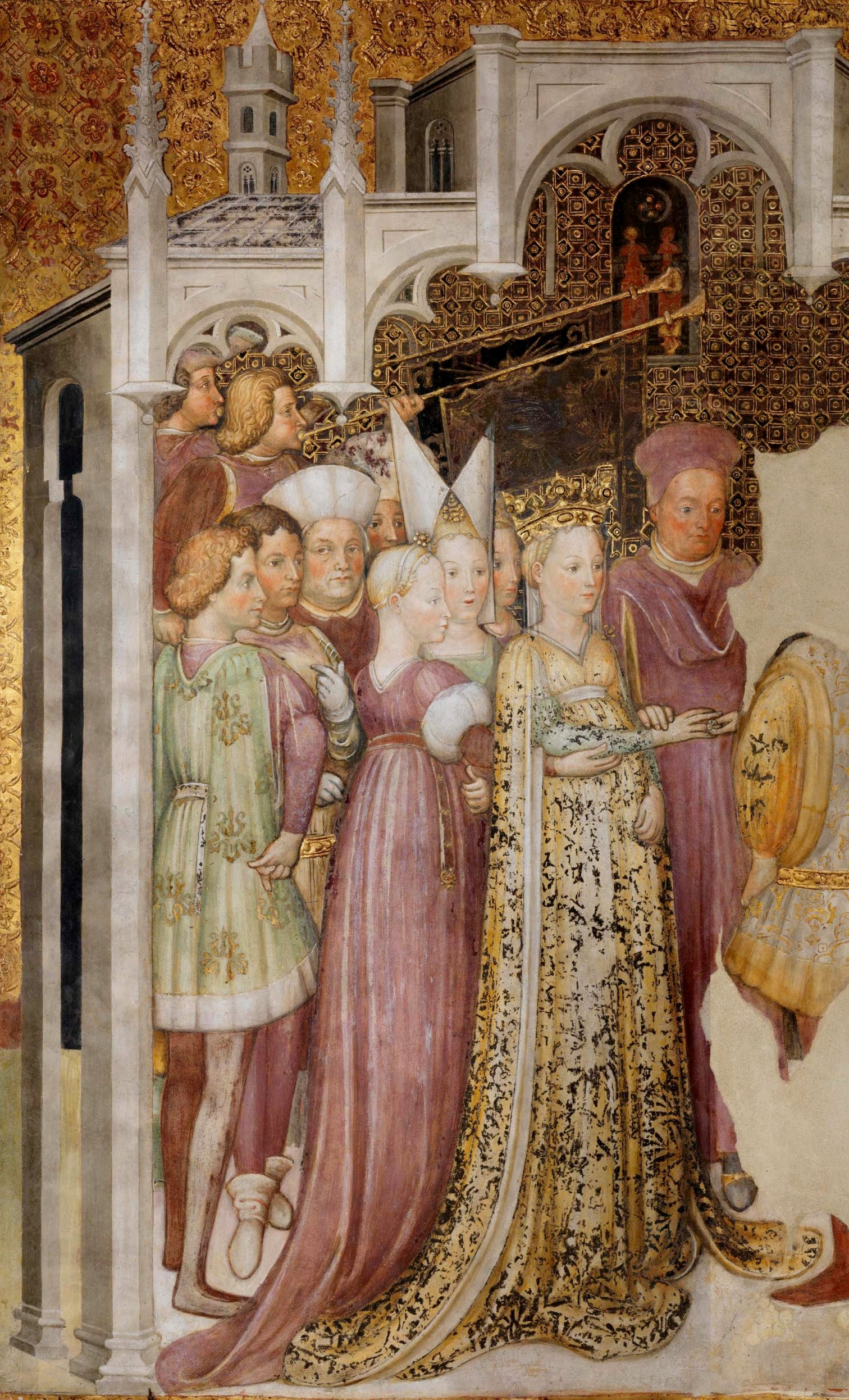
Teodolinda (c. 570–628), figlia di Garibaldo I, affresco di Zavattari

Gli Agilolfingi furono una nobile famiglia bavarese, forse di origine franca, che storicamente governò il ducato di Baviera tra il 550 ed il 788, o autonomamente o come vassalli dei re franchi. Il primo duca che si trova menzionato nei documenti è Garibaldo I.
Il termine "Agilolfingi" è a volte utilizzato dalla storiografia anche per indicare la dinastia che regnò sui Longobardi e sull'Italia per quasi tutto il VII secolo, dal 616 al 712 (ma non ininterrottamente), con otto re. I Bavaresi erano strettamente imparentati con gli Agilolfingi di Baviera: proseguivano la più antica dinastia longobarda dei Letingi, ma attraverso una linea di successione femminile; da parte maschile, la regina Teodolinda, al cui matrimonio con il re longobardo Autari si fa risalire l'inizio della dinastia nel regno longobardo, era invece figlia proprio di un Agilolfingio di Baviera, lo stesso Garibaldo I.

## Agilolfingi in Baviera
- Garibaldo I, duca di Baviera 548-591.
- Tassilone I, re di Baviera 591-610, figlio di Garibaldo I.
- Garibaldo II, duca di Baviera 610-630, figlio di Tassilone I.
- Fara, duca di Baviera 630-640, figlio di Garibaldo II.
- Teodone I, duca di Baviera 640-680, figlio di Tassilone I.
- Lamberto, duca di Baviera 680, figlio di Teodone I.
- Teodone II, duca di Baviera 680-716, figlio di Teodobaldo (figlio di Tassilone I).
- Teodeberto, duca di Baviera a Salisburgo 702-719, figlio di Teodone II.
- Teobaldo, duca di Baviera, probabilmente a Ratisbona 711-719, figlio di Teodone II.
- Tassilone II, duca di Baviera a Passavia 716-719, figlio di Teodone II.
- Grimaldo, duca di Baviera a Frisinga 716-719 e dal 719 al 725 duca di tutta la Baviera, figlio di Teodone II.
- Ugoberto, duca di Baviera 725-737, figlio di Teodeberto.
- Odilone, duca di Baviera 737-748. Agilolfingio di un ramo collaterale.
- Grifone, figlio di Carlo Martello e Swanachilde (figlia di Tassilone II o di Teodeberto) 748 (usurpatore)
- Tassilone III, duca di Baviera 748-788, figlio di Odilone
- Teodone e Teodeberto, figli di Tassilone III, furono chiusi in monastero.

## Agilolfingi in Italia
- Teodolinda, figlia di Garibaldo I di Baviera, regina dei Longobardi (moglie di Autari e poi di Agilulfo).
- Adaloaldo, re dei Longobardi dal 616 al 625, figlio di Agilulfo e Teodolinda
- Gundeperga, figlia di Autari e Teodolinda, sposò il re Arioaldo (626-636) e poi il re Rotari (636-652) e fu madre di Rodoaldo (652-653)
- Gundoaldo, duca di Asti, figlio di Garibaldo I di Baviera, capostipite della dinastia Bavarese:
- Ariperto I, re dei Longobardi (653-661(, figlio di Gundoaldo
- Godeperto, figlio maggiore di Ariperto, re dei Longobardi (661-662 (assieme a
- Pertarito, figlio minore di Ariperto, re dei Longobardi (661-662 e 671-688)
- Teodata, figlia di Ariperto, sposò Grimoaldo, duca di Benevento e poi re dei Longobardi (662-671) e fu madre di Garibaldo, re bambino (671) per tre mesi
- Cuniperto, re dei Longobardi (688-700), figlio di Pertarito
- Liutperto, re dei Longobardi (700-701 e 701-702), figlio di Cuniperto
- Ragimperto, re dei Longobardi (701), figlio di Godeperto
- Ariperto II, re dei Longobardi (702-712), figlio di Ragimperto